# Demir-Kapu
Demir-Kapu – drugi co do wielkości szczyt Gór Krymskich. Jego wysokość wynosi 1540 m n.p.m.
Znajduje się na Jajle Nikickiej, 6 km od centrum Nikity. 